# Louis Clément Faller
Pour les articles homonymes, voir Faller.
Louis Clément Faller, né à Habsheim, près de Mulhouse, le 1er juin 1819, est un peintre, dessinateur et lithographe français, élève de Paul Delaroche puis d'Eugène Delacroix.
Expatrié aux États-Unis de 1851 à 1860, il ouvre un atelier de peinture à New York et participe activement à l'American Barbizon School.
De retour en France, il s'installe dans la Vallée de Chevreuse en 1863.
Il meurt tragiquement le 27 février 1901 à Paris.

## Biographie

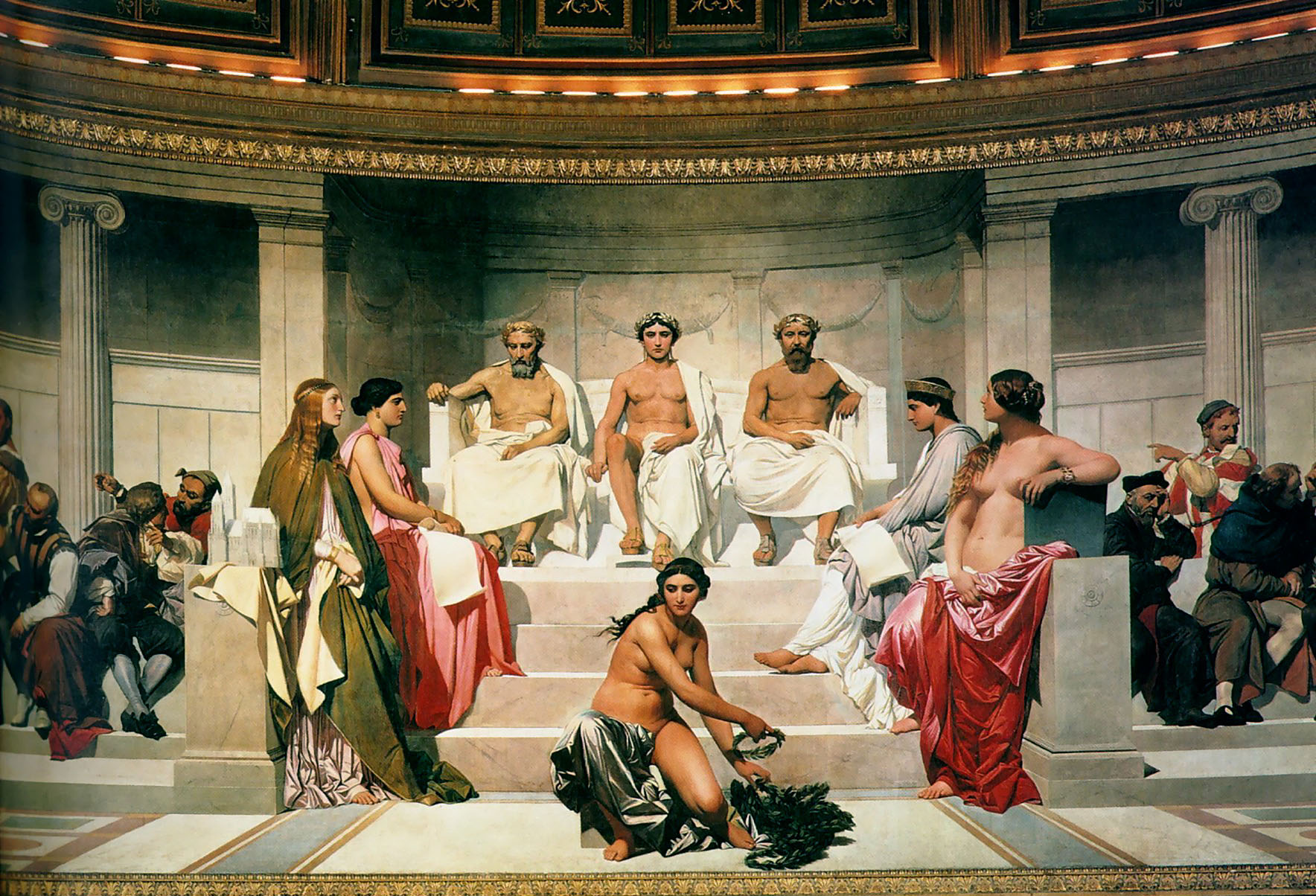
Détail de L'Hémicycle des Beaux-Arts (1841) par Paul Delaroche (École nationale supérieure des beaux-arts, Paris)

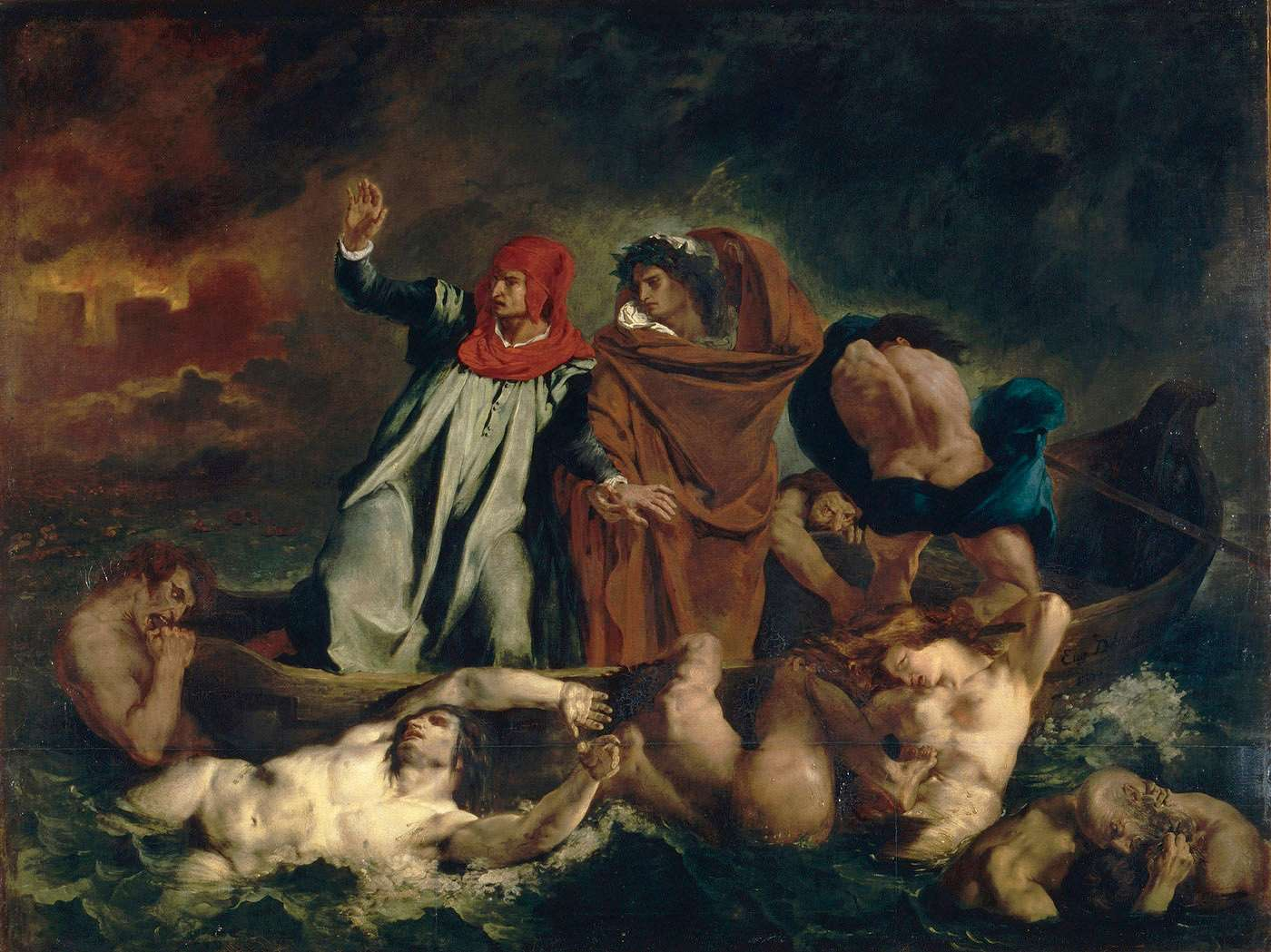
La Barque de Dante ou Dante et Virgile aux enfers (1822) par Eugène Delacroix (Musée du Louvre, Paris)

Son enfance et son adolescence s'écoulent en Alsace. Né dans un milieu catholique comptant un chanoine, un frère jésuite, Louis Clément Faller est destiné à l'état ecclésiastique. Il est renvoyé du collège des jésuites de Fribourg pour des dessins caustiques et irrévérencieux (il caricature ses maîtres). Un stage dans les Ponts et Chaussées lui permet de quitter l'Alsace afin de poursuivre ses études à Paris dès 1838.
Louis Clément Faller promet à son père, receveur de l'enregistrement, de continuer les études abandonnées. Son père consent à lui allouer une rente "sous contrôle", mais Louis Clément Faller est obsédé par la peinture et entre contre toute attente dans l'atelier de Paul Delaroche. Dans sa lettre du 2 septembre 1841, il écrit : « j'y travaille depuis 10 jours ». Il est l'élève de Delaroche de 1841 à 1843.
L'atelier de Delaroche possède une grande réputation et se compose d'une centaine d'élèves « plus insolents les uns que les autres », sans parler du bizutage, cheveux brûlés, visage barbouillé. Parallèlement, il travaille à l'eau-forte aux éditions Augustin Challamel. Il rencontre Jean-François Millet, devient professeur de dessin de la future comtesse de Montebello. En avril 1843, il illustre l'ouvrage Voyage autour de ma chambre de Xavier de Maistre, fait la connaissance d'une nouvelle protectrice, Mme de l'Epée, partage un appartement avec Eugène Arbeit et enfin entre dans l'atelier d'Eugène Delacroix en juin 1843.
Delacroix est un Maître exigeant et ne garde que les élèves qui lui paraissent doués ; un certificat, daté du 5 février 1844 est signé du Maître. Le jeune artiste est récompensé, des commandes lui permettent de vivre correctement entre l'Alsace et Paris, réconcilié avec sa famille.
Observateur de la Révolution française de 1848, l'aventure le tente. En 1850, il décide de s'expatrier aux États-Unis et embarque sur un voilier à destination de La Nouvelle-Orléans. Il enseigne dans un lycée de Saint-Louis, dans le Missouri. À Saint-Louis, il rencontre Marie Amélie Pauline Longuemare, Parisienne réfugiée aux États-Unis avec son père. Il épouse Marie Longuemare en 1852. Le couple s'établit à New York en 1853. Louis Clément Faller participe, cette année-là, à l'exposition de l'Académie américaine de design (en anglais : National Academy of Design) de New York. Il ouvre à New York un atelier de peinture. Il participe activement à l'American Barbizon School qui sera le moteur des paysagistes américains jusqu'à la fin du XIXe siècle.
La fille de Marie et Louis Clément Faller, Emily, naît à New York en 1858. Emily Faller est un peintre de nature morte, portraitiste, peintre sur porcelaine et aquarelliste.
Il revient en France et travaille à Ribeauvillé, en Alsace. En 1863, il s'établit à Orsay, dans la Vallée de Chevreuse, où il connaît une période de création dans la veine du pré-impressionnisme. Il figure au Salon de Strasbourg, en 1866, et envoie des œuvres au Salon de Paris en 1867 et 1869.
La guerre de 1870 laisse son atelier en cendres. Après cette date, le peintre s'installe à Paris où il vit misérablement, meurtri par l'indifférence du public. Il met fin à ses jours en 1901, , à l'âge de quatre-vingt-un ans.
La Bibliothèque nationale de France, à Paris, conserve deux lithographies de Faller, dont le Singe fumeur. Un Paysage de Faller figure dans les collections du musée du Louvre à Paris. Les musées de Mulhouse et de Strasbourg conservent également ses œuvres.

### L'aventure américaine (1851-1860) et l'American Barbizon School

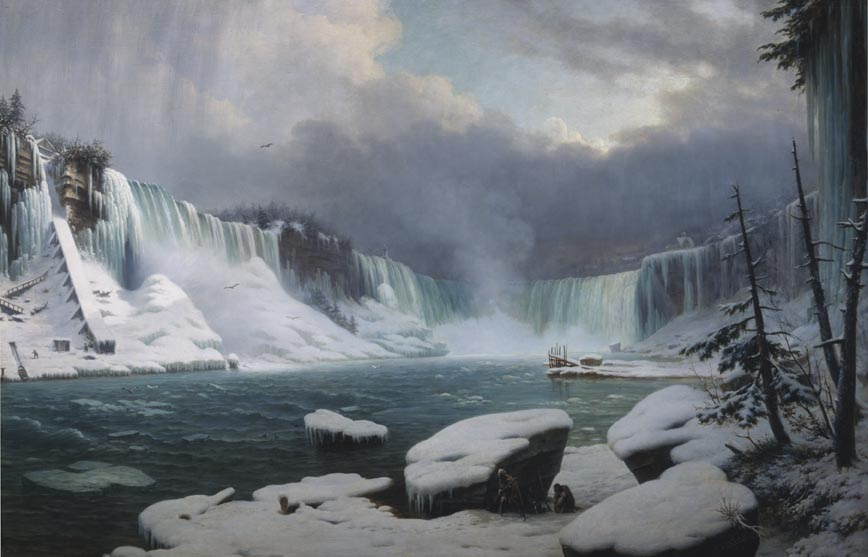
Chutes du Niagara en hiver (1856) par Hippolyte Sebron (musée des beaux-arts de Rouen)

1851-1853 : À Saint-Louis (Missouri), Louis Clément Faller exerce le métier de professeur dans un établissement réputé : Saint Louis English and Classical High School, aujourd'hui Metro Academic and Classical High School (en). Le papier à en-tête de Clément Faller comporte : « a celebrated Faller emigrated in U.S.A. painter and teacher » avec un autoportrait et un dessin du collège ; un exemplaire, daté du 5 mai 1853, est signé par le principal qui, en guise de certificat, remercie Faller de ses bons et loyaux services.
1853-1860 : Dès son arrivée à New York, Faller expose à la National Academy of Design. En 1854, Clément Faller ouvre un atelier de peinture. Un prospectus daté du 1er juillet 1854 est rédigé comme suit: « drawning and painting - Monsieur Clement Faller, recently from Paris, a pupil of the celebrated Paul Delaroche and graduated of the french governmental school of fine art, has the honnor to the public, and principally to the schools of New York, that he will give instruction in the various branches of art, such as : figure, lanscape… Applications may be made to the above, or to the artist at his residence, no 96 1/2 Seventh-Street. »
Depuis le début du XIXe siècle, une colonie d'artistes français est florissante à New York (peintres, graveurs, lithographes), dont pour cette période :

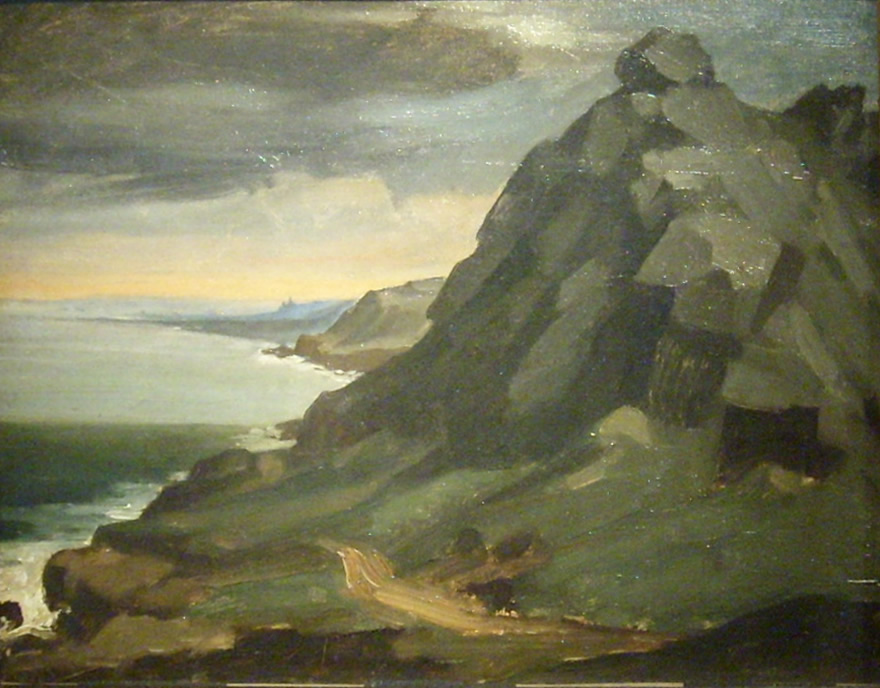
Le Rocher du Castel Vendon (1848) par Jean-François Millet (musée Thomas-Henry, Cherbourg-Octeville)

- Régis François Gignoux (1816-1882), peintre lyonnais, élève de Delaroche, qui se fixe, en 1842, à New York où il enseigne la peinture[1] et y reste jusqu'en 1870 ;
- Hippolyte Sebron (collaborateur de Louis Daguerre au Diorama), de 1849 à 1855, pastelliste et portraitiste, qui reste six ans à New York, de 1849 à 1855. Il peint des vues de New York, de La Nouvelle-Orléans et des chutes du Niagara[7], ainsi qu'une soixantaine de portraits principalement au pastel[8] ;
- Constant Mayer (1832-1911) « Peintre d'histoire, peintre de genre et portraitiste. Constant Mayer fut l'élève de Léon Cogniet [...] Il émigra aux États-Unis en 1857 et se fit naturaliser Américain. Il devait vivre à New York pendant trente-huit ans, sur l'avenue Broadway. »[1].

Faller se heurte rapidement aux théories d'un peintre émigré d'origine allemande : Emanuel Leutze (1816-1859), l'artiste des grandes scènes et des événements historiques travaillés en atelier. Faller est suivi par bon nombre d'artistes américains, dont John Trumbull, le paysagiste William Morris Hunt (1824-1879), revenu de France en 1853 après avoir travaillé dans l'atelier de Jean-François Millet, George Fuller (1822-1884) et Richard Henry Fuller (1822-1871). Tous ces paysagistes se regroupent autour de Faller et fondent l'American Barbizon School. Faller devient le chef de file d'un mouvement pictural franco-américain qui sera l'élément moteur de l'École des paysagistes américains jusqu'à la fin du XIXe siècle.
Clément Faller est aussi un théoricien de l'école du plein air, des paysages riches de vie, vibrant des lumières environnantes et changeantes jusqu'à ce qu'elles deviennent des impressions (le tableau Impression, soleil levant de Claude Monet, qui donne son nom à la première exposition impressionniste, date de 1872).

### Orsay et la Vallée de Chevreuse (1863-1871)

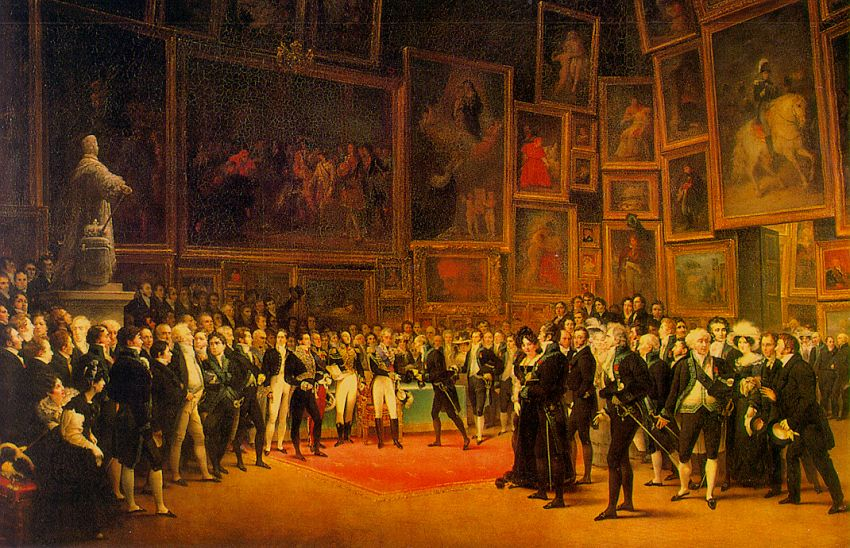
Le Salon de 1824 par François-Joseph Heim.

Le décès de son père le fait quitter New York avec sa femme et leurs enfants Edmond et Emily. Cette dernière sera artiste peintre. La famille s'installe en Alsace, entre Ribeauvillé et Mulhouse. Des collectionneurs s'intéressent à son travail : Jean Dollfus (1823-1911), Godefroy Engelmann (le fils de Godefroy Engelmann, 1788-1839), Xavier Mossmann (archiviste de la Ville de Colmar), Engel de Mulhouse... De cette période, Godefroy Engelmann achète à l'artiste une lithographie : La laveuse.
En 1863, Louis Clément Faller et sa famille vivent à Orsay, en Vallée de Chevreuse, dans une maison que Faller hérite de son père et « commença une existence de recherches et d'essais que la mort seule devait interrompre ».
Emily Faller, née à New York en 1858, élève de son père et de Charles Chaplin, devient peintre de natures mortes et portraitiste. Elle expose au Salon de Paris de 1874 à 1883 et à celui de Mulhouse en 1879.
Faller envoie au Salon de l'Académie des beaux-arts des paysages de la Vallée de Chevreuse « dont il restera le peintre aux aspects multiples, tour à tour brutal, précis, fantastique jusqu'à ne plus voir dans la nature qu'une broussaille lumineuse dessinée au pinceau et basée sur des gris et des verts », tels que Coup de vent, Salon de 1866, Le Coin de l'ancien parc d'Orsay, 1867, un paysage en 1868 et La Colline de la Vallée de Chevreuse en 1869. Après cette date, Faller n'expose plus. « L'heure de Faller était en avance sur son époque. Elle marquait un art très voisin de l'Impressionnisme ».

### Paris (1871-1901)
De Paris, en 1878, Louis Clément Faller écrit à Xavier Mossmann, archiviste de la Ville de Colmar : « Quant à la réputation et à la célébrité, je m'assieds dessus, je les domine... ». En 1880, il s'exprime ainsi : « Je n'envoie plus depuis la guerre à l'Exposition de Paris. Il y a là comme ailleurs une clique dont il faut faire partie. Je ne le veux pas. Mais malgré mon insouciance pour la réputation, j'ai quelques petits tableaux dans la galerie de M. Dollfus, qui est peut-être la plus belle des collections particulières de Paris. Ils sont placés à côté des petits tableaux de grands maîtres comme Jean-Baptiste Corot, Rousseau, Courbet, Daubigny, etc. Ils se tiennent bien. J'en reçois souvent des compliments de la part des artistes qui les voient. »
Le 28 décembre 1889, au 28 de la rue de Washington, Marie Pauline Longuemare, épouse Faller, meurt.
« Faut-il l'avouer ? je fais 130 francs par mois, dans le meilleure saison de mon année. » Veuf, le peintre flotte à la dérive, continue à travailler sans espoir sauf, peut-être, dans « la justice de l'avenir [...] malgré son désespoir, sa clairvoyance reste intacte. » Il écrit : « J'ai été voir l'exposition de Manet. Encore un incompris : toute la bourgeoisie se tenait les côtes. [...] La grande peinture se perd en France. Depuis  Delacroix, qui n'a pas été apprécié de son vivant, tout dégénère, excepté le paysage qui possède une nouvelle École à la tête de laquelle sont Renoir, Claude Monet, Sisley, etc., et qui tous crèvent de faim. »
« Ne donnez mon adresse à personne, sous n'importe quel prétexte, pas même si l'on vous disait que c'est pour acheter des tableaux ou pour prendre des leçons. »
Le 27 février 1901, Louis Clément Faller, 17 rue Jouffroy à Paris, met fin à ses souffrances par arme à feu. Il est âgé de quatre-vingt-un ans.

### Première exposition posthume de Louis Clément Faller (1905)
Du 7 au 17 décembre 1905, les Galeries Vollard, 6 rue Laffitte à Paris, proposent la « première exposition de quelques études et tableaux laissés par le peintre alsacien C. Faller (1819 - 1901) ». À la lecture du catalogue, Girodie poursuit : « suivait la liste des possesseurs d'œuvres exposées : Mme Delaherche, née Faller, et M. Armand Faller, fille et fils de l'Artiste ; Mme Edmond Faller ; M. René Chaudesaigues de Tarrieux, Christian Cherfils, Meynis de Paulin, Mouquet et Pacton, amateurs d'art à qui le peintre doit un rayon de lumière que tout artiste méconnu réclame au lit de mort. »
« En visitant l'Exposition, j'acquis la certitude que Louis Clément Faller avait marqué sa personnalité dans l'Art français du XIXe siècle. Je voulus ensuite connaître l'homme dont un peu de couleur sur quelques toiles faisait pressentir le drame obscur, la lutte sans victoire, l'anéantissement. Bien m'en prit. Non seulement Faller est un peintre du talent le plus curieux, mais à divers points de vue, l'Alsace ne doit pas ignorer sa biographie. Je veux l'extraire des documents que la famille et les amis de l'artiste m'ont confiés. ».